# AZS Wilno
AZS Wilno – polski klub sportowy, który miał swoją siedzibę w Wilnie.

## Hokej na lodzie
- Mistrzostwa Polski w hokeju na lodzie (1927/1928): 5. miejsce
- Mistrzostwa Polski w hokeju na lodzie (1928/1929): 5. miejsce
- Mistrzostwa Polski w hokeju na lodzie (1929/1930): 4. miejsce
- Mistrzostwa Polski w hokeju na lodzie (1930/1931): 6. miejsce

Bramkarzem zespołu był Władysław Wiro-Kiro. Ponadto w barwach drużyny pod koniec lat 20. występował jeszcze w wieku niespełna 40 lat prof. Jan Weyssenhoff. Wyróżniającymi się zawodnikami byli Józef i Czesław Godlewscy oraz Zajcew.

## Piłka koszykowa
Przed 1939 zawodnikiem AZS był Władysław Maleszewski.

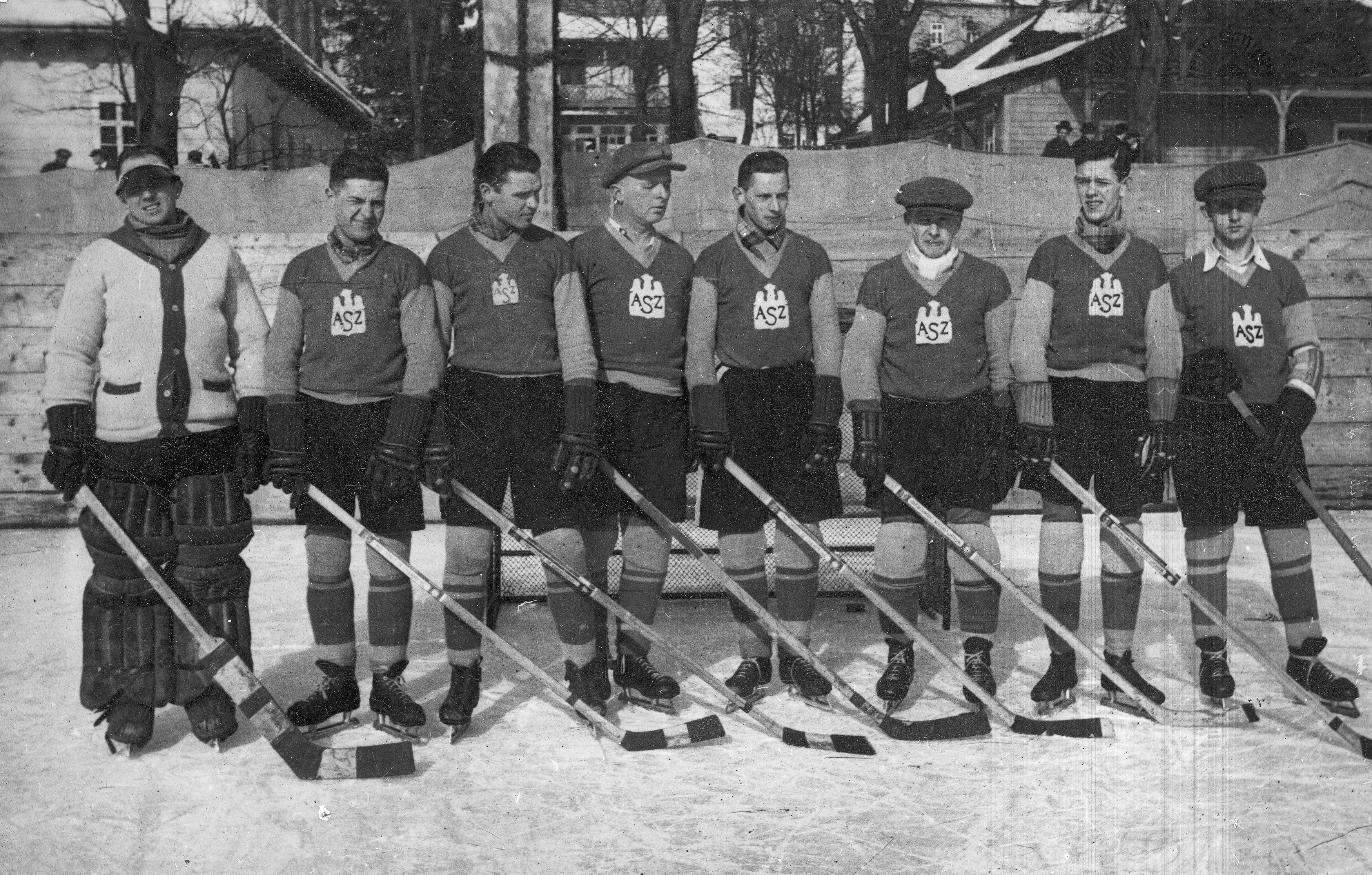
Hokeiści AZS Wilno

## Piłka nożna
- Okręgowe ligi polskie w piłce nożnej (1924)
- Przedwojenne Rozgrywki Piłkarskie Województwa Białostockiego

## Piłka siatkowa
Piłka siatkowa kobiet
Drużyna żeńska zdobyła jeden brązowy medal mistrzostw Polski (1934).
- Mistrzostwa Polski w piłce siatkowej kobiet (1933): 5. miejsce
- Mistrzostwa Polski w piłce siatkowej kobiet (1934):  3. miejsce
- Puchar Polski w piłce siatkowej kobiet (1934): 4. miejsce
- Mistrzostwa Polski w piłce siatkowej kobiet (1935): 6. miejsce
- Puchar Polski w piłce siatkowej kobiet (1935): 5. miejsce

Piłka siatkowa mężczyzn
Drużyna męska zdobyła jeden brązowy medal (1935) i jeden złoty medal (1938) mistrzostw Polski.
- Mistrzostwa Polski w piłce siatkowej mężczyzn (1935):  3. miejsce
- Mistrzostwa Polski w piłce siatkowej mężczyzn (1938):  1. miejsce
- Mistrzostwa Polski w piłce siatkowej mężczyzn (1939): 7. miejsce

## Wioślarstwo

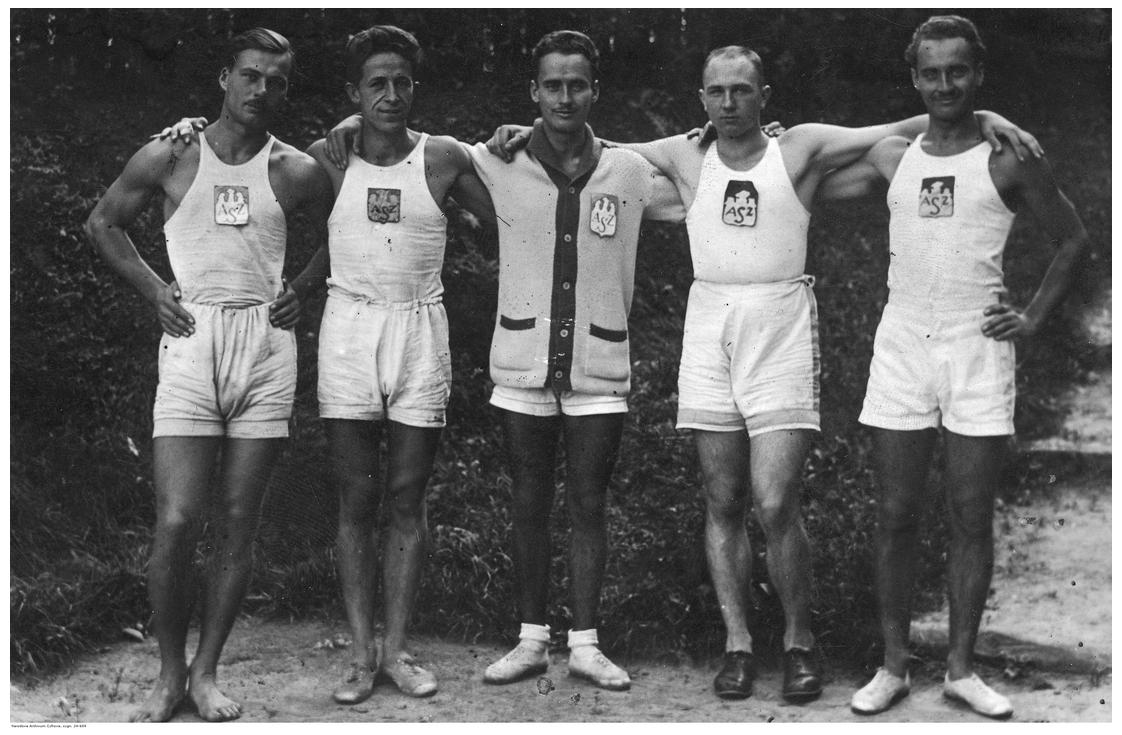
Klubowa czwórka ze sternikiem, 1929 r.

AZS Wilno posiadał sekcję wioślarską. Jej zawodnicy zdobywali w latach 30. medale mistrzostw Polski.

## Lekkoatletyka
Zawodnikami klubu byli medaliści Mistrzostw Polski Wacław Sidorowicz, Leon Wojtkiewicz, Witold Gerutto oraz Aldona Czarnocka.

## Obiekty sportowe
Klub posiadał boisko przy ul. Zakrętowej, na terenach Uniwersytetu. Z inicjatywy AZS-u i WKS Pogoń powstało nowe boisko piłkarskie zwane Parkiem Sportowym im. gen. Lucjana Żeligowskiego, położone w centrum miasta pod górą Zamkową (teren Ogrodu Bernardyńskiego). Boisko zostało zlikwidowane w połowie lat 20. XX w. Ponadto klub posiadał niewielką salę gimnastyczną. W 1924 r. wspólnie z 6 PP wybudowano skocznię narciarską na Górze Trzykrzyskiej.